# !Women Art Revolution
!Women Art Revolution ist ein US-amerikanischer Dokumentarfilm aus dem Jahr 2010 von der Regisseurin Lynn Hershman Leeson. Der Film befasst sich mit der 40-jährigen Geschichte der feministischen Kunst mittels Interviews mit Künstlerinnen, Kuratorinnen, Kritikerinnen und Kunsthistorikerinnen.

## Inhalt
Der Film untersucht die wenig beachtete Welt der feministischen Kunst und zeichnet diese mittels Interviews, dokumentarischem Material und Kunstwerken nach. Die Geschichte beginnt mit Anfang der 1960er Jahre, den Antikriegs- und Bürgerrechtsprotesten, und verfolgt die Entwicklungen in der feministischen Kunst bis in die 1970er Jahre.
Hershman Leeson interviewte für den Film über vier Jahrzehnte lang Künstlerinnen, Kuratorinnen, Kritikerinnen und Kunsthistorikerinnen zu ihren individuellen und kollaborativen Bemühungen, Frauen in der männerdominierten Kunstwelt zu unterstützen. Für das Projekt wurden 40 Personen befragt, die über ihre persönlichen Erfahrungen sprechen. Der Film beginnt mit einer Szene im Whitney Museum of American Art, in dem Hershman Leeson die Leute bittet, drei Künstlerinnen zu nennen. Nur wenige können mehr als Frida Kahlo nennen.
Während zu jener Zeit der Minimalismus der populäre Kunststil war, unterschieden sich die Werke der feministischen Künstlerinnen stark davon. Der Minimalismus, der recht unpolitisch war, hatte seine Hochzeit während einer politischen Phase des Umbruchs, die von Ereignissen wie dem Vietnamkrieg, den Black Panthers, der Bürgerrechtsbewegung, der Frauenbefreiung und der Bewegung für freie Meinungsäußerung geprägt war. Diese Themen wurden u. a. in der feministischen Kunst verstärkt aufgegriffen.
Der Name des Films ist abgeleitet von der Organisation Women Artists in Revolution (WAR), die in den 1960er Jahren gegründet wurde.

## Besetzung
| Janine Antoni                 | Howardena Pindell |
| Judith Baca                   | Yvonne Rainer     |
| Judith Brodsky                | Maura Reilly      |
| Cornelia (Connie) Butler      | B. Ruby Rich      |
| Judy Chicago                  | Faith Ringgold    |
| Mary Beth Edelson             | Rachel Rosenthal  |
| Howard Fox                    | Martha Rosler     |
| Susan Grode                   | Moira Roth        |
| Guerrilla Girls               | Elizabeth Sackler |
| Harmony Hammond               | Miriam Schapiro   |
| Alanna Heiss                  | Carolee Schneeman |
| Lynn Hershman Leeson          | Lowery Sims       |
| Miranda July                  | Sylvia Sleigh     |
| Mike Kelley                   | Nancy Spero       |
| Joyce Kozloff                 | Marcia Tucker     |
| Robert Kushner                | Camille Utterback |
| Suzanne Lacy                  | Cecilia Vicuña    |
| Sheila Levrant de Bretteville | Faith Wilding     |
| Lucy Lippard                  | Martha Wilson     |

## Digitales Archiv
Hershman Leeson stellt in dem Film fest, dass durch die Dreharbeiten etwa 12.428 Minuten Filmmaterial angefallen sind. Der Film zeigt allerdings nur 83 Minuten. In der Sammlung der Stanford University Libraries wurde daher ein digitales Archiv unter dem Titel !W.A.R. Voices of a Movement angelegt, das zusätzliches Material zu dem Film beinhaltet.